# Anton Karlgren (präst)
Anton Karlgren, född 14 oktober 1861 i Tisselskogs socken, Älvsborgs län, död 20 juli 1918 i Stockholm, var en svensk präst.
Karlgren blev student vid Uppsala universitet 1886 och prästvigdes 1890. Han blev hospitalspredikant i Gävle 1892, kapellpredikant i Sandarne kyrka 1896 och var komminister i Sankt Nicolai församling i Stockholm från 1910. Han författade ett antal skrifter, vilka främst behandlar Svenska kyrkans mission. Han ligger begravd på Norra begravningsplatsen i Stockholm.